# Jakubowice (Kudowa-Zdrój)
Jakubowice (niem. Jakobowitz, 1937–1945: Wachtgrund) – dzielnica Kudowy-Zdroju położona w głębokiej dolince dopływu Kudowskiego Potoku, na granicy Parku Narodowego Gór Stołowych. W latach 1945–1969 i od 1973 roku jest częścią Kudowy-Zdroju.

## Historia
Jakubowice powstały w XV wieku w obrębie państwa homolskiego, jako kolonia Czermnej. W XVIII i XIX wieku był tu duży ośrodek tkactwa chałupniczego, później rozwój wsi oparty był na turystyce. W roku 1840 w miejscowości były 34 domy, w których funkcjonowało 66 warsztatów tkackich, poza tym funkcjonowała tu też szkoła. W późniejszym okresie powstała też popularna gospoda.

Po 1945 roku Jakubowice były początkowo wsią rolniczą, w 1973 roku miejscowość została włączona do Kudowy-Zdroju i stała się osadą letniskową. Obecnie działają tu trzy ośrodki wczasowe i basen kąpielowy.  

## Zabytki
W Jakubowicach znajdują się następujące obiekty zabytkowe: 
- kapliczka kamienna z figurą Madonny, pochodząca z początku XIX wieku[4],
- dwa krzyże kamienne, jeden pochodzi z 1861 roku[4],
- domy mieszkalne i mieszkalno-gospodarcze z XIX wieku[5].